# Stora Mjuggsjön
Stora Mjuggsjön är en sjö i Gävle kommun i Gästrikland och ingår i Hamrångeån-Testeboåns kustområde. Sjön har en area på 0,18 kvadratkilometer och ligger 43 meter över havet.

## Delavrinningsområde
Stora Mjuggsjön ingår i det delavrinningsområde (674644-156811) som SMHI kallar för Utloppet av Stora Mjuggsjön. Medelhöjden är 56 meter över havet och ytan är 2,91 kvadratkilometer. Det finns ett avrinningsområde uppströms, och räknas det in blir den ackumulerade arean 16,59 kvadratkilometer. Vattendraget som avvattnar avrinningsområdet har biflödesordning 2, vilket innebär att vattnet flödar genom totalt 2 vattendrag innan det når havet efter 13 kilometer. Avrinningsområdet består mestadels av skog (91 procent). Avrinningsområdet har 0,18 kvadratkilometer vattenytor vilket ger det en sjöprocent på 6,1 procent.